# Villa cana
Villa cana är en tvåvingeart som först beskrevs av Johann Wilhelm Meigen 1804.  Villa cana ingår i släktet Villa och familjen svävflugor. Inga underarter finns listade i Catalogue of Life.